# Gustaf Berg (historiker)

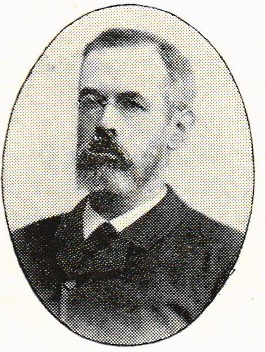
Gustaf Berg.

Gustaf Oskar Berg, född den 22 oktober 1852 i Stockholm, död den 30 juni 1929 i Uppsala, var en svensk historiker och arkivman. Han var son till Fredrik Theodor Berg.
Berg avlade filosofie kandidatexamen vid Uppsala universitet 1877 och filosofie licentiatexamen 1883. Han promoverades till filosofie doktor sistnämnda år. Berg blev extra ordinarie amanuens i riksarkivet 1886 och ordinarie amanuens där 1899. Han var föreståndare för Kraftska skolan 1888–1899 och landsarkivarie i Uppsala 1903–1919. Berg invaldes som ledamot av Samfundet för utgivande av handskrifter rörande Skandinaviens historia 1890. Han blev riddare av Nordstjärneorden 1912.